# Afrotetra krátká
Afrotetra krátká (Hydrocynus brevis) je druh ryby z čeledi afrotetrovitých. Česky též známá jako binga krátká či binga senegalská.
Měří až 50 centimetrů a váží přibližně 2 kilogramy. Je to dravec, který loví ryby, ale i korýše a hmyz.
Afrotetra krátká se vyskytuje v sladké tropické vodě Nilu v Čadu, Nigeru, Senegalu a Gambii.